# ティム・シルビア
ティム・シルビア（Tim Sylvia、1976年3月5日 - ）は、アメリカ合衆国の男性総合格闘家。メイン州イーストブルック出身。チーム・エクストリーム所属。元UFC世界ヘビー級王者。
2メートルを超える長身から繰り出すパンチを主体とした打撃を得意とする。

## 来歴
子供の頃に空手を習い、高校からレスリングを始めた。高校卒業後に総合格闘技に興味を持ちボクシングとグラップリングのトレーニングを始め、アマチュアのトーナメントに出場するなどしていたが、観客として会場で観戦した2000年のUFC 28でパット・ミレティッチの勧誘を受けたことがきっかけでアイオワ州に移り、ミレティッチの下でトレーニングを積んだ。

### UFC
2002年9月27日、UFCデビュー戦となったUFC 39でウェズリー・コレイラを打撃で攻め立て、2Rにタオル投入でTKO勝利。
2003年2月28日、UFC 41のUFC世界ヘビー級タイトルマッチで王者リコ・ロドリゲスに挑戦し、パウンドによるTKO勝ちを収め王座獲得に成功した。
2003年9月26日、UFC 44のUFC世界ヘビー級タイトルマッチで挑戦者ガン・マッギーと対戦し、パウンドでTKO勝ち。王座の初防衛に成功するも、試合後のドーピング検査で陽性。10月15日、ネバダ州アスレチック・コミッションでの公聴会でステロイド使用を認め、6か月の出場停止処分および1万ドルの罰金を受けた。この処分を受け、自らUFC王座を返上することを発表した。
2004年6月19日、UFC 48のUFC世界ヘビー級王座決定戦でフランク・ミアと対戦。ミアの腕ひしぎ十字固めで右前腕を骨折して見込み一本負けを喫し王座獲得に失敗した。
2005年2月5日、UFC 51で、正王者ミアの交通事故による怪我のために制定された暫定王座を懸けてアンドレイ・アルロフスキーと対戦。開始直後にパンチでダウンを奪われ、1ラウンド47秒でアキレス腱固めで一本負けを喫し王座獲得に失敗した。
2006年4月15日、UFC 59のUFC世界ヘビー級タイトルマッチで王者アンドレイ・アルロフスキーに挑戦し、パウンドでTKO勝ちを収め王座獲得に成功した。同年7月8日のUFC 61のUFC世界ヘビー級タイトルマッチでは挑戦者となったアルロフスキーと3度目の対戦をし、3-0の判定勝ちを収め王座の初防衛に成功。11月18日、UFC 65のUFC世界ヘビー級タイトルマッチで挑戦者のジェフ・モンソンに判定勝ちを収め、2度目の王座防衛に成功した。
2007年3月3日、UFC 68のUFC世界ヘビー級タイトルマッチで挑戦者ランディ・クートゥアと対戦。序盤で右ストレートを喰らいダウンを奪われ、その後はペースを掴まれ続けて判定負けを喫し王座から陥落した。
2007年10月20日、UFC 77でブランドン・ヴェラと対戦。体格差を利用して終始圧力をかけ続け、3-0で判定勝ち。
2008年2月2日、UFC 81のUFC世界ヘビー級暫定王座決定戦でアントニオ・ホドリゴ・ノゲイラと対戦し、1Rではパンチでダウンを奪うが、3Rにフロントチョークで一本負けを喫し王座獲得に失敗。ファイト・オブ・ザ・ナイトを受賞した。
シルビアが契約解除を要求し、UFCが承認した。

### UFCリリース後
2008年7月19日、Affliction旗揚げ大会「Affliction: Banned」のWAMMA世界ヘビー級王座決定戦でエメリヤーエンコ・ヒョードルと対戦し、パンチでダウンを奪われ、チョークスリーパーで一本負けを喫し王座獲得に失敗した。
2009年2月25日、元WBO世界ヘビー級王者レイ・マーサーとボクシングルールで対戦することが発表される。しかしコミッションが承認しなかったことで試合前日の12日になって総合格闘技ルールの試合に変更された。6月13日、シルビアは練習不足の140.8kgの体でレイ・マーサーと対戦し、開始9秒右フックで失神KO負けを喫した。
2010年5月21日、「Moosin（武神）」でマリウシュ・プジアノフスキと対戦。サイドポジションからのパウンドでギブアップ勝ちを収めた。
2010年8月14日、PWP世界ヘビー級王座決定戦でポール・ブエンテロと対戦し、2R終了間際に右アッパーをヒットさせてTKO勝ちを収め王座獲得に成功した。
2012年8月31日、ONE FC 5にてアンドレイ・アルロフスキーと対戦。2Rにアルロフスキーのパンチでダウンしたところ、そこにすかさずアルロフスキーがサッカーボールキックを2度放ちシルビアが完全に倒れるが、反則であるためアルロフスキーにイエローカードが出される。当時のONE FCはルール上、サッカーボールキックは特定の条件の場合に蹴ってもいいというやや不可解なルールであったため、アルロフスキーの蹴りは条件を満たしていない状態での蹴りゆえに反則であった。しかしインターバル後もシルビアは試合が続行出来ずノーコンテストとなった。
2012年12月31日、INOKI BOM-BA-YE 2012で石井慧と対戦し、0-3の判定負けを喫した。
2015年1月3日のReality Fightingでジュリアーノ・コウチーニョと対戦予定だったが、MRI検査で問題が出たためライセンスが発行されず欠場となり、1月5日に健康面の不安を理由に引退を表明した。

## 戦績
| 総合格闘技 戦績 | 総合格闘技 戦績 | 総合格闘技 戦績 | 総合格闘技 戦績 | 総合格闘技 戦績 | 総合格闘技 戦績 | 総合格闘技 戦績 |
| --------------- | --------------- | --------------- | --------------- | --------------- | --------------- | --------------- |
| 42 試合         | (T)KO           | 一本            | 判定            | その他          | 引き分け        | 無効試合        |
| 31 勝           | 20              | 4               | 7               | 0               | 0               | 1               |
| 10 敗           | 3               | 4               | 3               | 0               | 0               | 1               |

| 勝敗 | 対戦相手                       | 試合結果                             | 大会名                                                                      | 開催年月日     |
| ×    | ルスラン・マゴメドフ           | 5分3R終了 判定0-3                    | Fight Nights: Battle of Moscow 13                                           | 2013年10月26日 |
| ×    | トニー・ジョンソン             | 3R 3:25 TKO（ドクターストップ）      | ONE FC 9: Rise to Power                                                     | 2013年5月31日  |
| ×    | 石井慧                         | 5分3R終了 判定0-3                    | INOKI BOM-BA-YE 2012                                                        | 2012年12月31日 |
| －   | アンドレイ・アルロフスキー     | 2R 4:46 ノーコンテスト（反則）       | ONE FC 5: Pride of a Nation                                                 | 2012年8月31日  |
| ○    | ランディ・スミス               | 1R 0:12 TKO（パンチ連打）            | NEF: Fight Night 3                                                          | 2012年6月16日  |
| ○    | アンドレアス・クラニオタキス   | 5分3R終了 判定3-0                    | ProElite 2: Big Guns                                                        | 2011年11月5日  |
| ○    | パトリック・バレンタイン       | 1R 2:09 TKO（パンチ連打）            | Fight Tour                                                                  | 2011年8月20日  |
| ×    | エイブ・ワグナー               | 1R 0:32 TKO（スタンドパンチ連打）    | Titan FC 16                                                                 | 2011年1月28日  |
| ○    | ヴィンス・ルセロ               | 1R 2:44 ギブアップ（パウンド）       | CFX: Extreme Challenge on Target                                            | 2010年12月11日 |
| ○    | ポール・ブエンテロ             | 2R 4:57 KO（右アッパー）             | PWP: War on the Mainland 【PWP世界ヘビー級王座決定戦】                      | 2010年8月14日  |
| ○    | マリウシュ・プジアノフスキ     | 2R 1:43 ギブアップ（パウンド）       | Moosin: God of Martial Arts                                                 | 2010年5月21日  |
| ○    | ジェイソン・ライリー           | 1R 2:32 TKO（パウンド）              | Adrenaline MMA 4                                                            | 2009年9月18日  |
| ×    | レイ・マーサー                 | 1R 0:09 KO（右フック）               | Adrenaline MMA 3                                                            | 2009年6月13日  |
| ×    | エメリヤーエンコ・ヒョードル   | 1R 0:36 チョークスリーパー           | Affliction: Banned 【WAMMA世界ヘビー級王座決定戦】                          | 2008年7月19日  |
| ×    | アントニオ・ホドリゴ・ノゲイラ | 3R 1:28 フロントチョーク             | UFC 81: Breaking Point 【UFC世界ヘビー級暫定王座決定戦】                    | 2008年2月2日   |
| ○    | ブランドン・ヴェラ             | 5分3R終了 判定3-0                    | UFC 77: Hostile Territory                                                   | 2007年10月20日 |
| ×    | ランディ・クートゥア           | 5分5R終了 判定0-3                    | UFC 68: The Uprising 【UFC世界ヘビー級タイトルマッチ】                      | 2007年3月3日   |
| ○    | ジェフ・モンソン               | 5分5R終了 判定3-0                    | UFC 65: Bad Intentions 【UFC世界ヘビー級タイトルマッチ】                    | 2006年11月18日 |
| ○    | アンドレイ・アルロフスキー     | 5分5R終了 判定3-0                    | UFC 61: Bitter Rivals 【UFC世界ヘビー級タイトルマッチ】                     | 2006年7月8日   |
| ○    | アンドレイ・アルロフスキー     | 1R 2:43 TKO（右アッパー→パウンド）   | UFC 59: Reality Check 【UFC世界ヘビー級タイトルマッチ】                     | 2006年4月15日  |
| ○    | アスエリオ・シウバ             | 5分3R終了 判定3-0                    | Ultimate Fight Night 3                                                      | 2006年1月16日  |
| ○    | トレイ・テリグマン             | 1R 4:59 KO（左ハイキック）           | UFC 54: Boiling Point                                                       | 2005年8月20日  |
| ○    | マイク・ブロック               | 1R 1:26 TKO（パンチ連打）            | IFC: Caged Combat 【ISKA MMA世界スーパーヘビー級王座決定戦】                | 2005年5月21日  |
| ×    | アンドレイ・アルロフスキー     | 1R 0:47 アキレス腱固め               | UFC 51: Super Saturday 【UFC世界ヘビー級暫定王座決定戦】                    | 2005年2月5日   |
| ○    | ウェス・シムズ                 | 1R 1:32 TKO（パンチ連打）            | SuperBrawl 38                                                               | 2004年12月12日 |
| ×    | フランク・ミア                 | 1R 0:50 腕ひしぎ十字固め             | UFC 48: Payback 【UFC世界ヘビー級王座決定戦】                               | 2004年6月19日  |
| ○    | ガン・マッギー                 | 1R 1:54 TKO（右ストレート→パウンド） | UFC 44: Undisputed 【UFC世界ヘビー級タイトルマッチ】                        | 2003年9月26日  |
| ○    | リコ・ロドリゲス               | 1R 3:09 TKO（右ストレート→パウンド） | UFC 41: Onslaught 【UFC世界ヘビー級タイトルマッチ】                         | 2003年2月28日  |
| ○    | ウェズリー・コレイラ           | 2R 1:43 TKO（タオル投入）            | UFC 39: The Warriors Return                                                 | 2002年9月27日  |
| ○    | ジェフ・ガーリック             | 1R 3:17 TKO（パンチ連打）            | Extreme Challenge 48                                                        | 2002年7月27日  |
| ○    | マイク・ホワイトヘッド         | 1R 2:38 TKO（パンチ連打）            | SuperBrawl 24: Return of the Heavyweights 2 【ヘビー級トーナメント 決勝】   | 2002年4月27日  |
| ○    | ジェイソン・ランバート         | 2R 4:13 TKO（ドクターストップ）      | SuperBrawl 24: Return of the Heavyweights 2 【ヘビー級トーナメント 準決勝】 | 2002年4月27日  |
| ○    | ボイド・バラード               | 1R 3:21 KO（膝蹴り）                 | SuperBrawl 24: Return of the Heavyweights 2 【ヘビー級トーナメント 2回戦】  | 2002年4月27日  |
| ○    | マイク・ホワイトヘッド         | 1R 3:46 TKO（パンチ連打）            | SuperBrawl 24: Return of the Heavyweights 1 【ヘビー級トーナメント 1回戦】  | 2002年4月26日  |
| ○    | マット・フレンブリング         | 5分2R終了 判定3-0                    | Extreme Challenge 47 【決勝】                                               | 2002年3月16日  |
| ○    | ジーノ・デ・ラ・クルーズ       | 1R 0:43 TKO（パンチ連打）            | Extreme Challenge 47 【準決勝】                                             | 2002年3月16日  |
| ○    | アーネスト・ヘンダーソン       | 1R 0:29 TKO（リング外に転落）        | Extreme Challenge 47 【1回戦】                                              | 2002年3月16日  |
| ○    | グレッグ・ワイカン             | 3R 2:20 チョーク                     | Extreme Challenge Trials                                                    | 2001年11月17日 |
| ○    | ベン・ロズウェル               | 5分3R終了 判定3-0                    | Extreme Challenge 42                                                        | 2001年8月24日  |
| ○    | グレッグ・ワイカン             | 1R終了時 TKO（タオル投入）           | Ultimate Wrestling: Ultimate Fight Minnesota                                | 2001年6月2日   |
| ○    | ゲイブ・ビューパーシー         | 2R 4:16 チョーク                     | Gladiator Challenge 3: Showdown at Soboba                                   | 2001年4月7日   |
| ○    | ランディ・デュラン             | 1R 2:05 TKO（パンチ連打）            | IFC: Battleground 2001                                                      | 2001年1月19日  |

## 獲得タイトル
- Extreme Challenge 47 優勝（2002年）
- SuperBrawl 24ヘビー級トーナメント 優勝（2002年）
- 第9代UFC世界ヘビー級王座（2003年）
- ISKA MMA世界スーパーヘビー級王座（2005年）
- 第12代UFC世界ヘビー級王座（2006年）
- 初代PWP世界ヘビー級王座（2010年）

## 表彰
- UFC ファイト・オブ・ザ・ナイト（1回）